# 善見天
善見天（ぜんけんてん　梵：Sudassaṇā）は、三界のうち、色界18天の下位から数えて第17番目の天。色界第四禅、五浄居天の一。
この天は、障碍（さまたげ）なく、よく十方を見ること、自由自在なるがゆえに、善見天と名づく。上部の色究竟天と下部の善現天の間に位置する。
『雑阿毘曇心論』『彰所知論』は、この天での天部の身長が8,000由旬、寿命が8,000劫とする。また『仏説立世阿毘曇論』は、寿命を1,500劫とする。
ちなみに帝釈天が所有し住居とする善見城は忉利天にあり、須弥山の絶頂にあるとされる。